# Kalanchoe blossfeldiana
Kalanchoe blossfeldiana (Syn.: Kalanchoe globulifera var. coccinea H.Perrier) ist eine aus Madagaskar stammende Pflanzenart in der Gattung Kalanchoe, die zur Familie der Dickblattgewächse (Crassulaceae) gehört. Das Artepitheton ehrt den deutschen Pflanzenzüchter und -händler Robert Blossfeld (1882–1945).

## Beschreibung
Es sind mehrjährige sukkulente Pflanzen, die selten Wuchshöhen von 30 cm überschreiten. Die einfachen Blätter sind dunkelgrün und leicht fleischig. Aufgrund dieser verdickten Blätter verdunsten die Pflanzen relativ wenig Wasser.

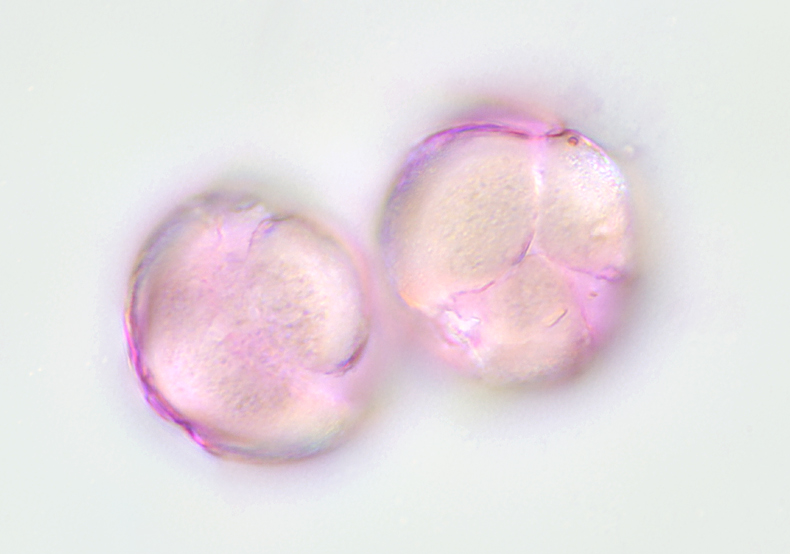
Pollen, gefärbt

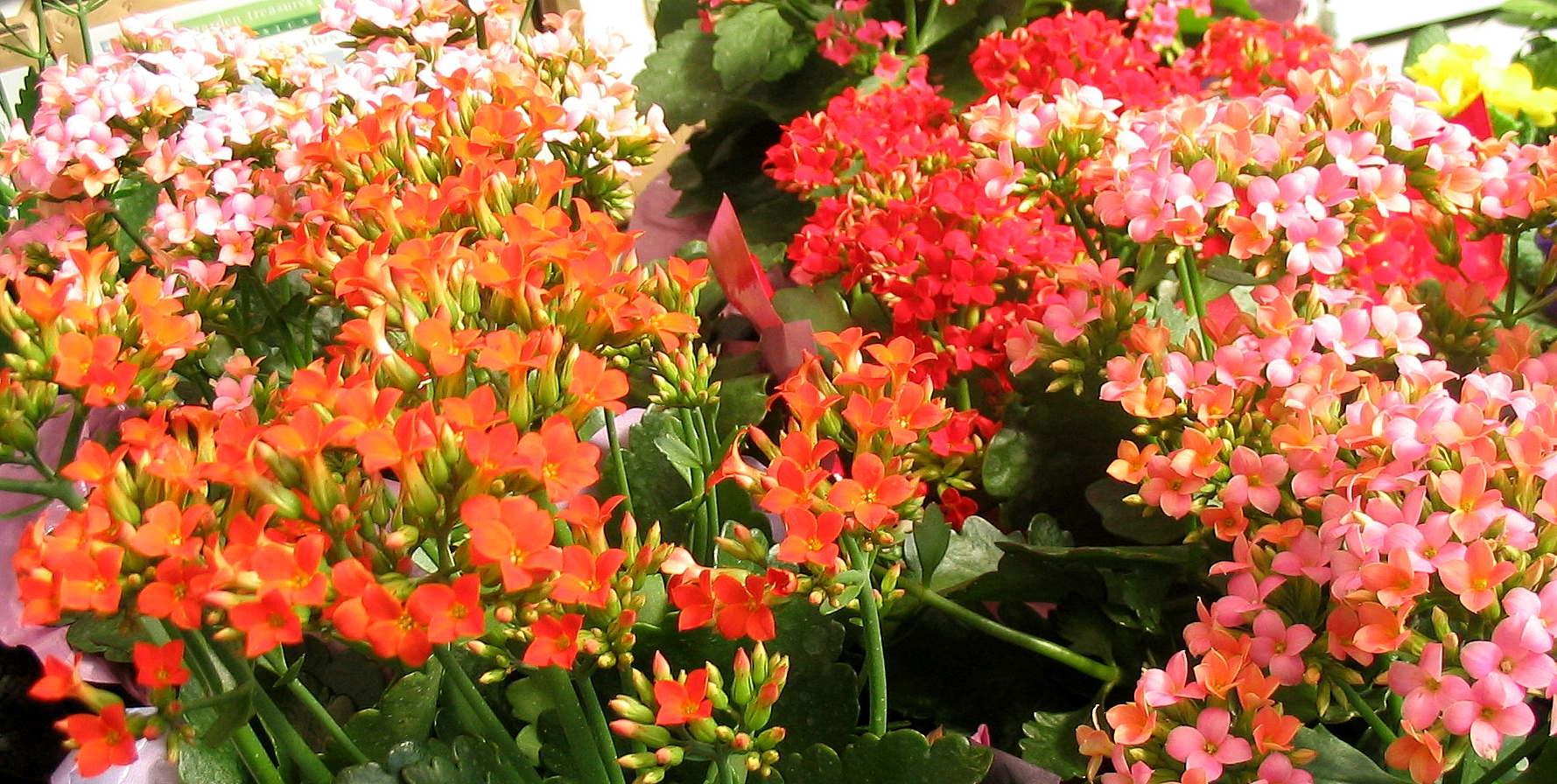
Kalanchoe blossfeldiana, Sorten in vielen Farben

Den Namen Flammendes Käthchen (auch Flammendes Kätchen geschrieben) verdankt die Pflanze den ausschließlich roten Blüten der ersten Sorten, von denen bis zu 500 an einer Pflanze sind. Heute sind in unterschiedlichen Farben blühende Sorten erhältlich; die Farbpalette reicht von rot, gelb, orange und weiß bis hin zu Rosa- und Lilatönen. Inzwischen sind auch gefüllte Sorten im Handel.
Die Blütezeit ist Februar bis Mai.
Die Chromosomenzahl ist 2n = 34 oder 68.

## Gärtnerische Vermehrung
Die vielen Sorten zählen zum Standardsortiment des mitteleuropäischen Zierpflanzenbaus. Die Vermehrung  kann sowohl vegetativ über Stecklinge, durch Gewebekultur („in vitro“) oder generativ mit Samen durchgeführt werden. 1 g Samen enthält 70.000 bis 80.000 Korn.
Zur Blütenbildung (Blüteninduktion) wird eine Kurztagsphase benötigt. Erst bei Unterschreitung von 11 bis 12,5 Stunden Tageslänge über die Dauer von einem Monat wird die Blüte induziert (sortenabhängig). 8 bis 9 Stunden sind optimal. Um dies auf natürliche Weise zu erreichen, wird die Pflanze im Winterhalbjahr kultiviert. Eine künstliche Herbeiführung des Kurztags durch Verdunklung mit Folie oder anderen Materialien ist ganzjährig möglich.